# District de la Copper Coast
Le district de la Copper Coast (District of Copper Coast) est une zone d'administration locale située dans la péninsule de Yorke en Australie-Méridionale en Australie. 

## Localités
Les principales localités du district sont Kadina, Wallaroo, Moonta, Moonta Bay, Port Hughes, North Beach et Paskeville.